# Lignina
La lignina és un polímer d'origen natural format per alcohols aromàtics coneguts com a monolingols, principalment derivats del fenilpropà. Forma part de la paret cel·lular de moltes cèl·lules vegetals, a les quals confereix duresa i resistència. Comú a les plantes vasculars llenyoses, s'acostuma a extreure de la seva fusta, de la qual representa aproximadament un 25% del seu pes sec. Es caracteritza pels feixos de fibres separats entre ells per ramades medul·lars en sentit radial. Aquestes, de vegades molt aparents, reben el nom de malles i formen teixits en capes successives. També es troba en algunes algues.